# Gundula Niemeyer
Gundula Niemeyer (* 15. Juni 1978 in Bochum) ist eine deutsche Schauspielerin.

## Leben
Niemeyer, die aus Bochum stammt und im Ruhrgebiet aufwuchs, arbeitete nach ihrem Abitur zunächst bei einer Fernsehproduktionsfirma in Köln, wo sie auch als Castingassistentin tätig war. Schließlich setzt sie ihren Kindheitstraum, Schauspielerin zu werden, um und absolvierte von 2001 bis 2004 ihre Schauspielausbildung an der Schule für Schauspiel in Hamburg.
2004 wurde sie mit dem Friedrich-Schütter-Preis für das beste Schul-Abschlussstück ausgezeichnet. Sie spielte in der Produktion „Zapping Tschechow“, einem „Best of“ aus vier verschiedenen Stücken von Anton Tschechow, zwei Rollen: die junge Sonja in „Onkel Wanja“, die in einen älteren Mann verliebt ist, und den Arzt Lvov in „Ivanov“, der sich um Ivanovs todkranke Frau kümmert. Erste Theaterrollen spielte sie bereits während ihrer Ausbildung, u. a. in „Die Bakchen“ (Regie: Barbara Neureiter) und „Acht Frauen“ (Regie: Oscar Ortega Sánchez). 2005 spielte sie am Ernst Deutsch Jugend-Theater in Hamburg in dem Theaterstück „Zuckersyndrom“ von Lucy Prebble; sie verkörperte die weibliche Hauptrolle Dani, die virtuelle Chaträume aufsucht, um ihrem Alltag zu entfliehen. 2006 trat sie am Altonaer Theater in Hamburg als Laura in dem Stück „Hotel zu den zwei Welten“ von Éric-Emmanuel Schmitt auf. 2007 folgte, beim Regie-Debüt der Schauspielerin Jeannette Arndt,  auf der Foyer-Bühne im Ernst Deutsch Theater die Rolle der Nancy in der Screwball-Komödie „Sag's nicht nach Mitternacht“ von Peter Ackerman. 2008 ging Niemeyer mit dem Tournee-Theater Kempf deutschlandweit auf Tournee; in dem Lustspiel „Die Frau von früher“ von Roland Schimmelpfennig spielte sie, an der Seite von Leslie Malton und Felix von Manteuffel, der auch Regie führte, die Rolle der Tina; sie war die Freundin des Sohnes des im Mittelpunkt der Handlung stehenden Ehepaars.
Weitere Theaterengagements hatte sie beim Theater in der Basilika (2004, 2008/2009 und 2010) und 2009 beim Sommertheater Thüringen. Dort spielte sie in einer Freilichtaufführung am Wasserschloss Ostramondra das Gretchen im „Faust“.
Niemeyer arbeitet auch für Film und Fernsehen und ist Sprecherin für Hörspiele und Hörbücher tätig. Sie wirkte zunächst in einigen Kurzfilmen mit. 2006 war sie in ZDF-Serie „Küstenwache“ in einer Episodenhauptrolle zu sehen. Sie spielte die Russin Marina, die versucht, gemeinsam mit ihrem Bruder Fjodor Fjodor als blinde Passagiere auf einem Frachter über den Seeweg nach Deutschland zu fliehen. Sie gehörte zur Stammbesetzung der Comedyserie „Knallerfrauen“. 2014/2015 war sie in zwei Folgen der ARD-Vorabendserie „Ein Fall von Liebe“ als Universitätsdozentin Ulrike Machner zu sehen.
Von 2012 bis 2023 hatte Gundula Niemeyer eine durchgehende Nebenrolle in der ZDF-Serie „Die Bergretter“. Sie spielte die Klinikärztin Dr. Verena Auerbach, die sich in der 7. Staffel der Serie in den Hubschrauberpiloten Michael „Michi“ Dörfler (Robert Lohr) verliebt. In der 4. Staffel der ZDF-Produktion „SOKO Hamburg“ (2022) übernahm Niemeyer in drei Folgen die Rolle der Polizeikommissarin Jette Lorenzen.
Niemeyer wohnt in Hamburg.

## Filmografie (Auswahl)
- 2000: Verbotene Liebe (Fernsehserie; Seriennebenrolle)
- 2006: Küstenwache (Fernsehserie; Folge: Gnadenlos gejagt)
- 2011–2014: Knallerfrauen (Comedyserie; Seriennebenrolle)
- 2012–2023: Die Bergretter (Serienrolle)
- 2013: Der Tote im Watt (Fernsehfilm)
- 2014–2015: Ein Fall von Liebe (Serienrolle; zwei Folgen)
- 2019–2020: Schmitz & Family (Fernsehserie)
- 2021: Großstadtrevier (Fernsehserie; Folge: Valentinstag)
- 2022: SOKO Hamburg (Fernsehserie, drei Folgen)